# ZIM (파일 포맷)
ZIM 파일 형식은 오프라인 사용을 위해 위키 콘텐츠를 저장하는 개방형 파일 형식이다. 위키백과 및 기타 위키미디어 프로젝트의 내용에 주로 초점을 둔다. 이 형식을 사용하면 문서를 압축할 수 있다. ZIM 파일에는 전문 검색 색인 및 기타 보조 파일도 포함될 수 있다. 오픈 파일 형식 외에도 openZIM 프로젝트는 키윅스라는 오픈 소스 ZIM 리더를 지원한다.
ZIM은 이전 Zeno 파일 형식을 대체하므로 "Zeno IMproved"의 약자가 되었다. 파일 압축은 xz-utils 라이브러리에 의해 구현된 LZMA2와 최근에는 Zstandard를 사용한다. openZIM 프로젝트는 위키미디어 CH에서 후원하고 위키미디어 재단에서 지원한다.